# Étudiant en contrat d'apprentissage
Un étudiant en contrat d'apprentissage,, ou étudiant-apprenti, est un étudiant qui suit un cursus d'enseignement supérieur en formation initiale entre un établissement d'enseignement supérieur – principalement en grande école ou à l'université – et une entreprise, lié par un contrat d'apprentissage.
La formation par l'apprentissage « étant l'une des modalités » de la formation initiale, les alternants ayant signé un contrat d'apprentissage sont ainsi considérés comme étant « étudiants » par le ministère chargé de l'Enseignement supérieur. Ils doivent alors s'acquitter de la contribution à la vie étudiante et de campus (CVEC),. En 2023, les CFA accueillaient 576 000 étudiants préparant un diplôme de l’enseignement supérieur, soit une hausse de 20 % en un an selon le ministère de l'Enseignement supérieur et de la Recherche.
À Sciences Po, les élèves qui suivent une formation en apprentissage, sont à la fois « étudiants », et à la fois « salariés » de leur entreprise.

## Définition

### L'apprentissage dans le supérieur
À l'instar de l'apprenti préparant un diplôme professionnel de l'enseignement secondaire (CAP, baccalauréat professionnel, etc.), l'étudiant en contrat d'apprentissage apprend un métier en le pratiquant, encadré d'un maître d'apprentissage qui connaît la pratique du métier.
En revanche, contrairement à l'apprenti relevant de l'enseignement secondaire, il suit parallèlement un enseignement théorique et pratique au sein d'un établissement d'enseignement supérieur (université ou établissement d'enseignement supérieur privé) en convention avec un CFA tel que défini par l'article L6232-1 du Code du travail, soit :
- en ayant ouvert son propre CFA ou CFA Sup (ex. CFA de l'université de Lorraine, CFA de l'université Le Havre Normandie ou CFA Université Paris-Saclay). Ils sont réunis au sein de l'Association nationale pour l'apprentissage dans l'enseignement supérieur (ANASUP)[8];
- en ayant ouvert une section d'apprentissage dite « unité de formation par apprentissage » ou UFA grâce à une délégation universitaire en liaison avec un CFA extérieur[9].

### Étudiant et apprenti
Inscrit en formation initiale dans un établissement d'enseignement supérieur, l'étudiant en contrat d'apprentissage doit s'acquitter de la contribution à la vie étudiante et de campus (CVEC) auprès des centres régionaux des œuvres universitaires et scolaires (Crous), contrairement à l'alternant en contrat de professionnalisation qui n'est pas concerné, relevant de la formation continue. « La contribution est due chaque année par les étudiants lors de leur inscription à une formation initiale dans un établissement d'enseignement supérieur », article L841-5 du Code de l'éducation.
Grâce à leur statut d'apprenti, les étudiants en contrat d'apprentissage ont également les mêmes avantages que les étudiants en formation initiale hors apprentissage. Il leur est délivré une carte d'étudiant des métiers et ils bénéficient notamment du tarif « social » de 3,30 euros dans les restaurants universitaires et un accès aux résidences universitaires des Crous.
À l'université et dans leurs CFA internes, les apprentis conservent une carte d'étudiant universitaire multiservices liée à leur établissement, mais ils ne peuvent solliciter une bourse sur critères sociaux,.

## Historique
Le 19 juin 1987, l'apprentissage devient possible pour les étudiants de l'enseignement supérieur, alors cantonné aux CAP, mais il se développe réellement à partir du milieu des années 1990.
En 2021, 479 600 des 834 100 apprentis suivaient une formation de l'enseignement supérieur, soit 57,5 % des apprentis en France. En vingt ans, le nombre d'étudiants apprentis a presque septuplé depuis 2005, avec une forte progression de 48,3% en 2021.
| Diplôme préparé                | 2020    | 2021    | 2022    |
| ------------------------------ | ------- | ------- | ------- |
| Brevet de technicien supérieur | 109 500 | 156 800 | 178 900 |
| DUT / BUT                      | 9 400   | 10 300  | 12 900  |
| Licence professionnelle        | 30 200  | 35 900  | 35 400  |
| Diplôme national de licence    | 4 400   | 7 200   | 8 300   |
| Diplôme national de master     | 28 200  | 39 600  | 44 800  |
| Diplôme d'ingénieur            | 27 200  | 30 000  | 32 800  |
| Diplôme d'école de commerce    | 44 200  | 73 300  | 93 900  |
| Autres                         | 70 300  | 126 600 | 169 300 |
| Total                          | 323 300 | 479 600 | 576 300 |